# أبو عمر المصري (مسلسل)
أبو عمر المصري هو مسلسل درامي مصري عُرض سنة 2018، من كتابة مريم نعوم، وإخراج أحمد خالد موسى، ومن بطولة أحمد عز، وأروى جودة، ومنذر رياحنة. تدور الأحداث حول محامي شاب مثالي يؤسس مع مجموعة من زملائه تنظيمًا سلميًا لخدمة قضايا المواطنين البسطاء، لكن التنظيم يتعرض لملاحقة أمنية تنتهي بتصفية أعضائه، لكن ينجو المحامي ويهرب إلى فرنسا، ثم إلى السودان، ولاحقًا ينضم إلى جماعة إرهابية، ولا تفارقه رغبة الانتقام ممن دمروا حياته.

## قصة المسلسل
فخر الدين، محامٍ مصري مثالي، شاب يؤمن بالتغيير السلمي، يقرر مع مجموعة من أصدقائه المحامين الجدد تأسيس تنظيم يهدف إلى خدمة المواطنين البسطاء، بعيدًا عن سطوة مافيا المحاماة وأسعارها الباهظة. إلا أن هذا الحلم يصطدم ببطش أحد الأجهزة الأمنية، الذي يعجز عن إيقافهم قانونيًا، فيلجأ إلى تصفية أعضاء التنظيم بوسائل خارجة عن إطار القانون.
ينجو فخر الدين من محاولة اغتيال يُقتل فيها ابن خالته عيسى، فيضطر إلى الهرب من مصر منتحلًا هويته، ويصل إلى فرنسا حيث كان عيسى يستعد لدراسة القانون. هناك، يكتشف ما جرى لرفاقه من تنكيل، ويلتقي بحبيبته القديمة التي تموت أثناء إنجابها لطفله عمر. يغرق في الحزن، ويقرر الانتقال إلى السودان بصحبة عمر ليعمل في أحد المشاريع الاستثمارية التابعة لرجل خليجي.
في السودان، تبدأ تحولات جذرية في شخصيته؛ إذ ينجذب تدريجيًا إلى جماعة إسلامية مسلّحة، سرعان ما يصبح أحد كوادرها البارزين. ومع تورط الجماعة في تفجير السفارة المصرية، يفرّ إلى أفغانستان، لتبدأ مرحلة جديدة من حياته، يعيش خلالها في أحد معسكرات تدريب المجاهدين، ويتلقى تدريبات قاسية تحوّله من شاب مسالم يحلم بمستقبل أفضل إلى قنّاص محترف لا يتردد في القتل تحت راية الجهاد.
في النهاية، يقرر فخر الدين العودة إلى مصر، لا بوصفه ذلك المحامي الحالم، بل رجلاً مدفوعًا برغبة عارمة في الانتقام من كل من دمّر حياته، وكل من نكّل بأهله ورفاقه، ليصفّي حسابات ماضيه، واحدًا تلو الآخر.

## طاقم التمثيل
- أحمد عز: (فخر الدين «أبو عمر المصري»)
- أروى جودة: (شيرين)
- منذر رياحنة: (حسين «الشيخ حمزة»)
- محمد سلام: (ناصر)
- أمل بوشوشة: (هند)
- عمرو القاضي: (علي)
- أحمد بدير: (عم فخر)
- فتحي عبد الوهاب: (سمير العبد)
- إيمان العاصي: (ليلى)
- محمد جمعة: (الريس بحيري)
- محمود حجازي: (عمر - وكيل النيابة)
- عارفة عبد الرسول: (مريم)
- محمد الشرنوبي: (عيسى)
- محمد علي رزق: (أشرف)
- محمود الليثي: (سيد)
- نادية كوندا: (كنزة)
- معتز هشام: (عمر)
- عباس أبو الحسن: (أدهم نجيب)
- صبري فواز: (الشيخ)
- أحمد العوضي: (متطرف)
- تميم عبده: (حازم شكر الله)
- عادل أمين: (والد شيرين)
- مصطفى بسيط: (متطرف)
- خالد أنور: (سلام)
- عزوز عادل: (عبيدة)
- محمود متولي: (أبو أنس)
- هويدا السودانية
- محمد رجائي[2]

## هوامش
- قصة المسلسل مأخوذة من روايتي «مقتل فخر الدين» و«أبو عمر المصري» للكاتب عز الدين شكري فشير.
- يعتبر هذا المسلسل هو التعاون الأول الذي يجمع بين الفنان "أحمد عز" والمنتج "طارق الجنايني".

## وصلات خارجية
- أبو عمر المصري على موقع قاعدة بيانات الأفلام العربية